# The Chocolate Wheelchair Album
The Chocolate Wheelchair Album è un album in studio del musicista breakcore canadese Venetian Snares, pubblicato nel 2003. 

## Tracce
1. Abomination Street – 4:22
2. Too Young – 3:02
3. Langside – 3:34
4. Einstein-Rosen Bridge – 3:36
5. Hand Throw – 5:03
6. Epidermis – 4:42
7. Ghetto Body Buddy – 4:46
8. Sky Painted on Car – 5:15
9. Marty's Tardis – 9:17
10. Herbie Goes Ballistic – 5:13